# Келли, Юджин
Ю́джин Ке́лли (англ. Eugene Kelly; 1965) — музыкант из Шотландии, член группы «The Vaselines».

## Биография
Юджин Келли создал «The Vaselines» в 1986 совместно с Френсис МакКи. Группа просуществовала до 1989 года, распавшись с выходом их первого альбома «Dum-Dum». Группа была малоизвестной, однако позже получила широкую популярность благодаря тому, что их песни часто исполняла Nirvana. Курт Кобейн был большим фанатом «The Vaselines» и неоднократно исполнял на своих концертах песни «Molly’s Lips» и «Son Of A Gun», которые позже вошли в сборник «Incesticide». На концерте «MTV Unplugged» в Нью-Йорке, в Paramount Theatre и, собственно, на многих концертах, относящихся к турам, происходившим незадолго до выхода их самого коммерчески успешного альбома Nevermind и недолгое время после этого, «Nirvana» исполняли также песню «Jesus Doesn’t Want Me for a Sunbeam».